# 전통주

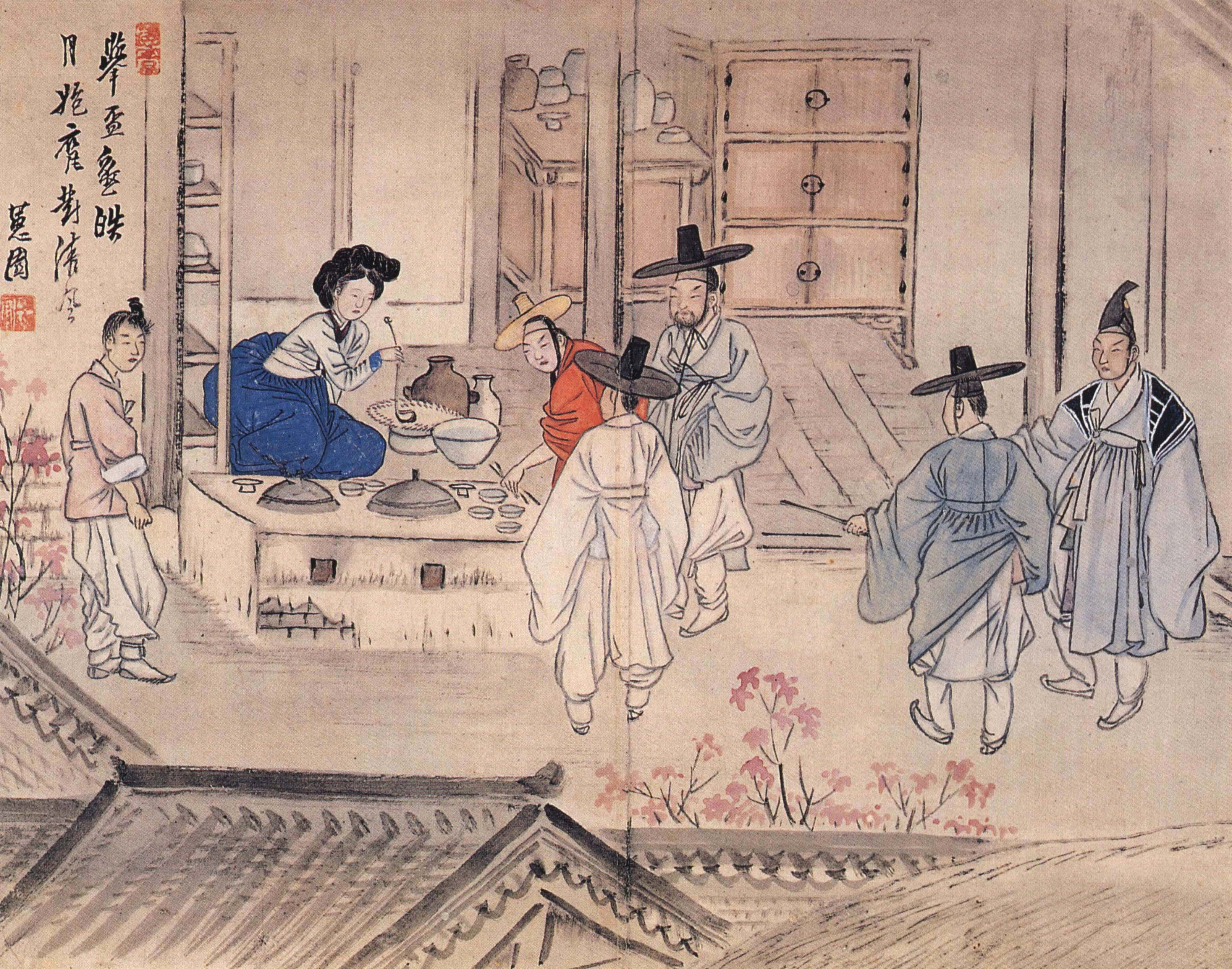
신윤복의 그림 주사거배(酒肆擧盃)

전통주(傳統酒)는 한국에서 전통적으로 내려오는 제조 방법에 따라 만드는 술을 부르는 말이다. 각 지방의 독특한 방법으로 만드는 민속주가 있다.
한국에서 술은 그냥 마시거나 안주와 같이 마시기도 한다.

## 역사

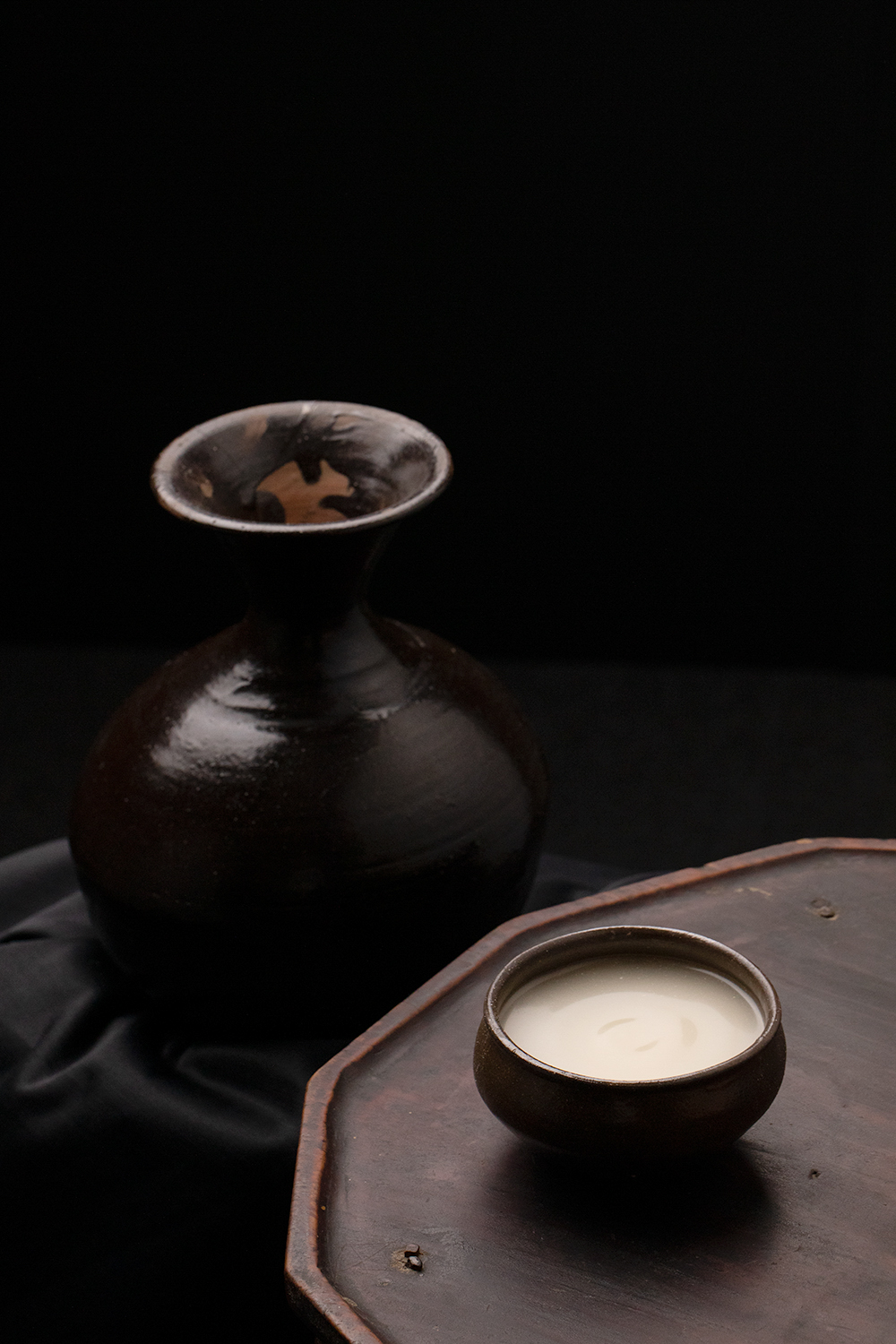
가장 오래된 전통주인 막걸리

전통주에 대한 가장 오래된 기록은 고조선의 〈공무도하가〉에서 등장한다. 서진의 최표(崔豹)가 쓴 《고금주》(古今注)에 수록된 이 시에서 고조선의 백발 광인이 술명을 쥐고 강물 속으로 들어가는 모습을 묘사한 것이라고 하는데, 여기서 술의 존재가 확인된다.
한국에서 가장 오래된 전통주는 막걸리이다. 멥쌀, 찹쌀, 보리쌀 등 곡류로 빚기 때문에 삼국 시대 이전 농경이 이루어진 시기부터  존재했을 것으로 추정된다. 막걸리는 삼국 시대부터 양조되어 왔으며, 13세기 고려 시대 서적인 《제왕운기》에는 유화가 해모수가 준 술에 취해 결국 주몽을 잉태하였다는 이야기가 있는데 이 술이 막걸리로 여겨진다.
청주를 언급한 다른 초기 기록도 많이 있다. 고려에서 편찬된 《삼국유사》의 〈가락국기〉에서 661년 가야 수로왕의 17대 후손을 위해 신라에서 요례(醪醴, 청주)를 빚어 주었다고 언급한다. 일본 아스카 시대 고사기의 오진 천황 장에는 백제의 인번(仁番)이라는 사람이 양조법을 전파하였다는 언급이 있다. 당나라 시인 이상은이 쓴 공자시(公子時)에는 신라주(新羅酒)가 멥쌀로 빚어졌다는 내용도 있다. 《삼국사기》, 《삼국유사》에 ‘미온(美醞)’, ‘지주(旨酒)’, ‘료예(醪醴)’ 등 막걸리로 추정할 수 있는 내용들이 확인된다. 신라시대에는 음주가 보편화되어 술자리 문화도 나타났다.
고려시대에는 이화주라는 술을 마셨는데, 이 역시 막걸리를 말한다. 이것은 그 무렵 한국의 많은 지역사회에서 특별한 의식에서 밤새도록 술과 춤을 추는 전통과 관련이 있었다. 막걸리는 수세기 동안 집에서 양조되었고, 시골 노동자 계층의 음료로 여겨졌다. 이규보의 《동국이상국집》등 당대 문인들의 문집에도 막걸리로 추측되는 ‘백주(白酒)’ 등의 용어가 확인된다.

## 구분
제조방법에 따라 양조주와 증류주로 나뉜다. 양조주는 순곡주(향기나 맛 첨가 없이 오로지 곡물로만 빚은 술)와 혼양곡주(술에 독특한 향을 내기 위해 꽃이나 식물의 잎을 넣어 빚은 술)로 구분되고 순곡주는 거르는 방법에 따라 탁주와 청주로 구별된다.
또한, 술을 빚는 횟수에 따라 단양주와 이양주(밑술과 덧술을 이용해 빚은 술), 삼양주, 사양주 등으로 구별된다.

## 종류

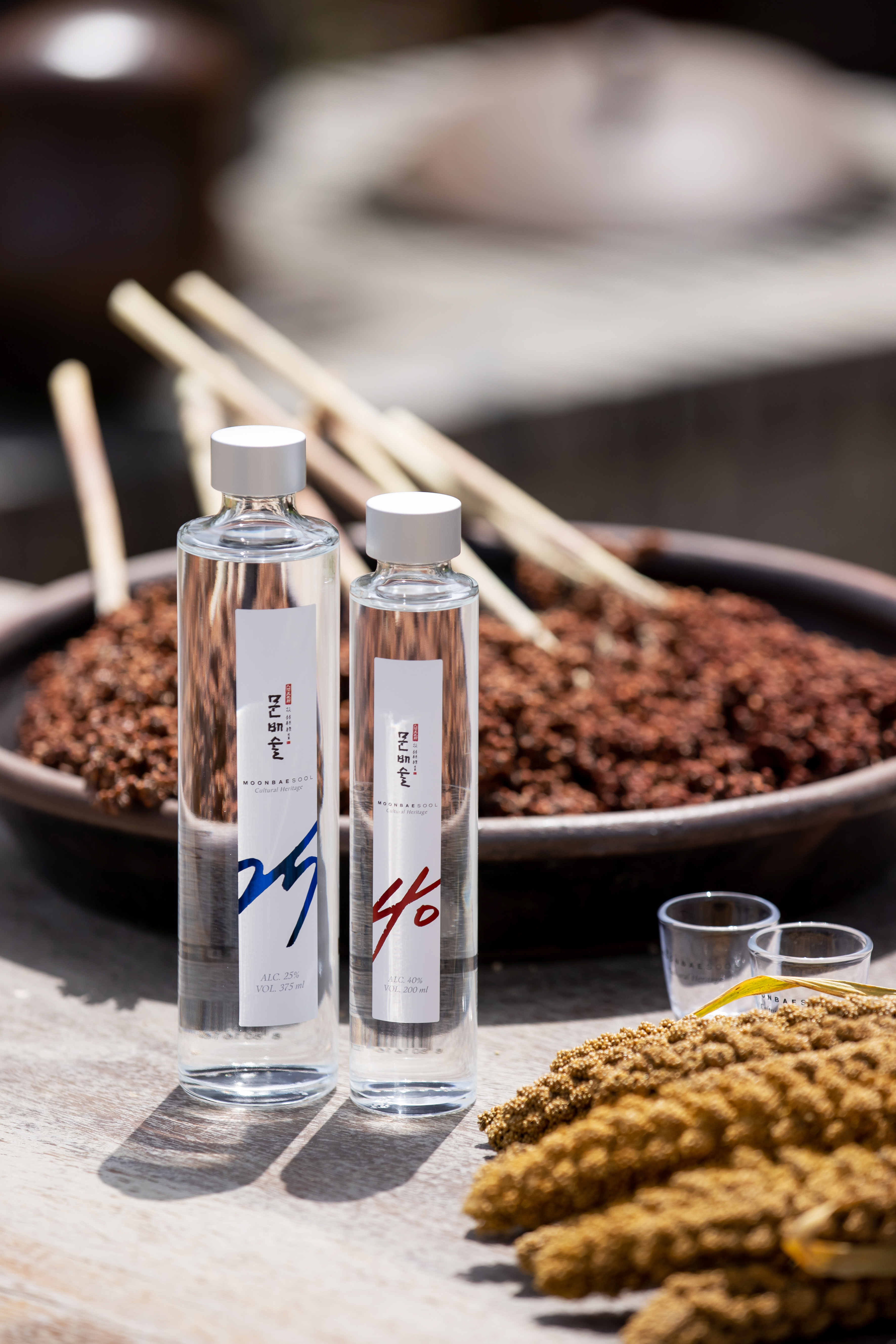
문배주

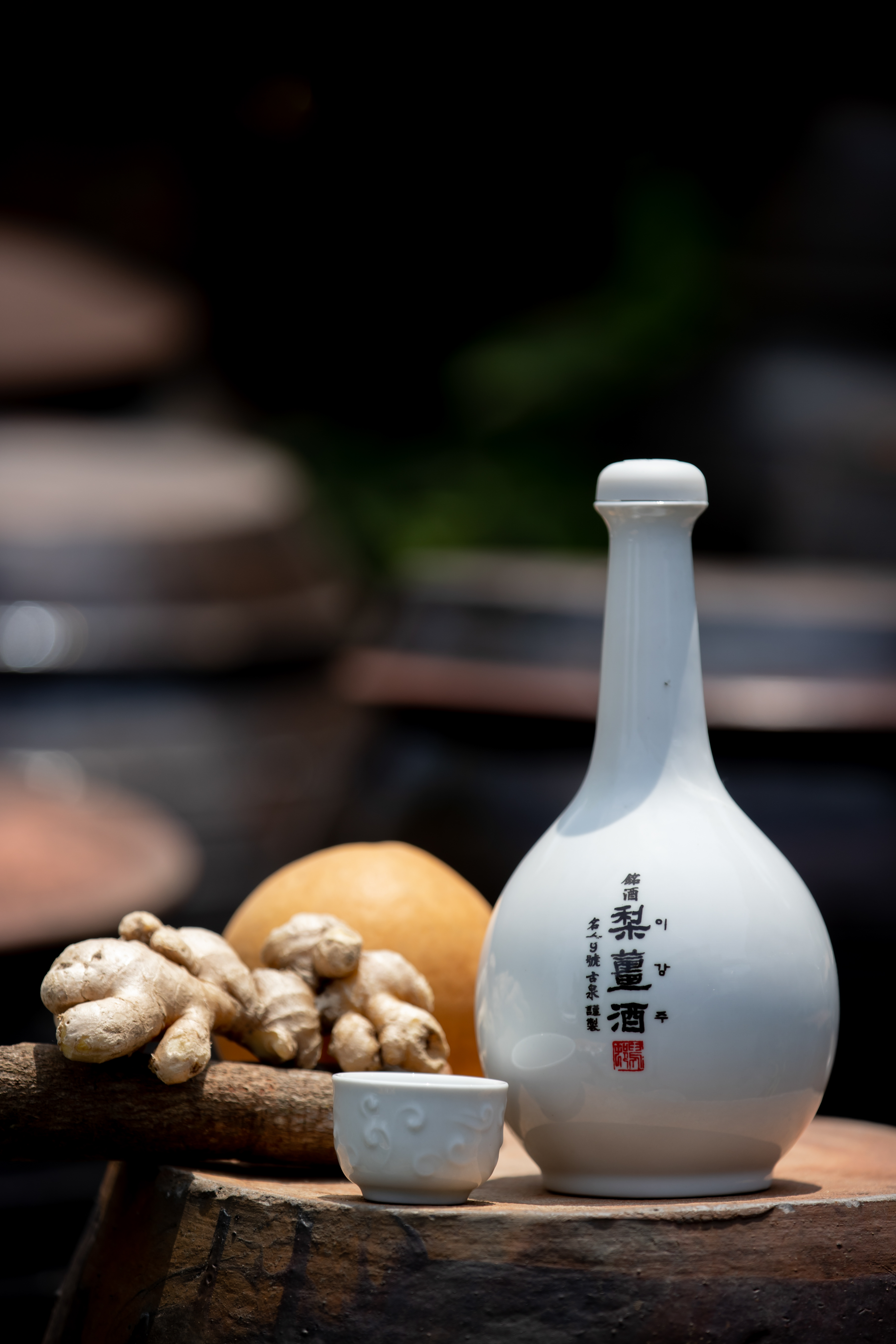
이강주

### 양조주

#### 순곡주
- 막걸리
- 동동주
- 삼해주
- 서울송절주
- 소곡주
- 청주
  - 법주

#### 혼양곡주
- 혼양주

#### 과일주
- 매실주
- 복분자주

### 증류주
- 소주
- 문배주

## 같이 보기
- 단술
- 음식디미방